# Pačejov
Pačejov (en allemand : Patschiw) est une commune du district de Klatovy, dans la région de Plzeň, en République tchèque. Sa population s'élevait à 715 habitants en 2021.

## Géographie
Pačejov se trouve à 17 km au sud-est de Klatovy, à 45 km au sud-sud-est de Plzeň et à 98 km au sud-ouest de Prague.
La commune est limitée par Myslív et Olšany au nord, par Maňovice et Velký Bor à l'est, par Horažďovice et Břežany au sud, et par Nalžovské Hory à l'ouest.

## Histoire
La première mention écrite du village date de 1227.

## Administration
La commune se compose de cinq sections :
- Pačejov
- Pačejov-nádraží
- Strážovice
- Týřovice
- Velešice

## Galerie

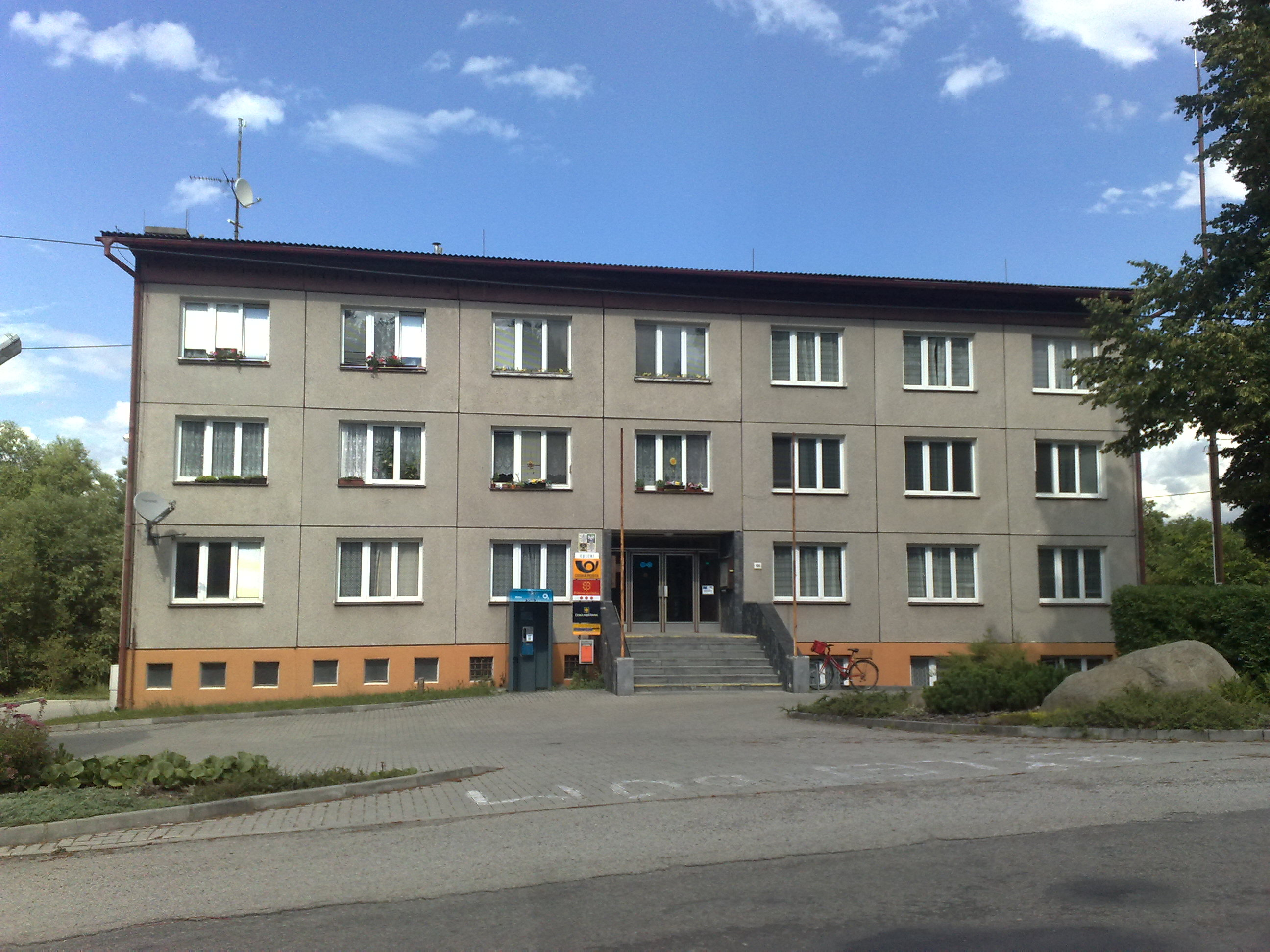
Pačejov : mairie et poste.
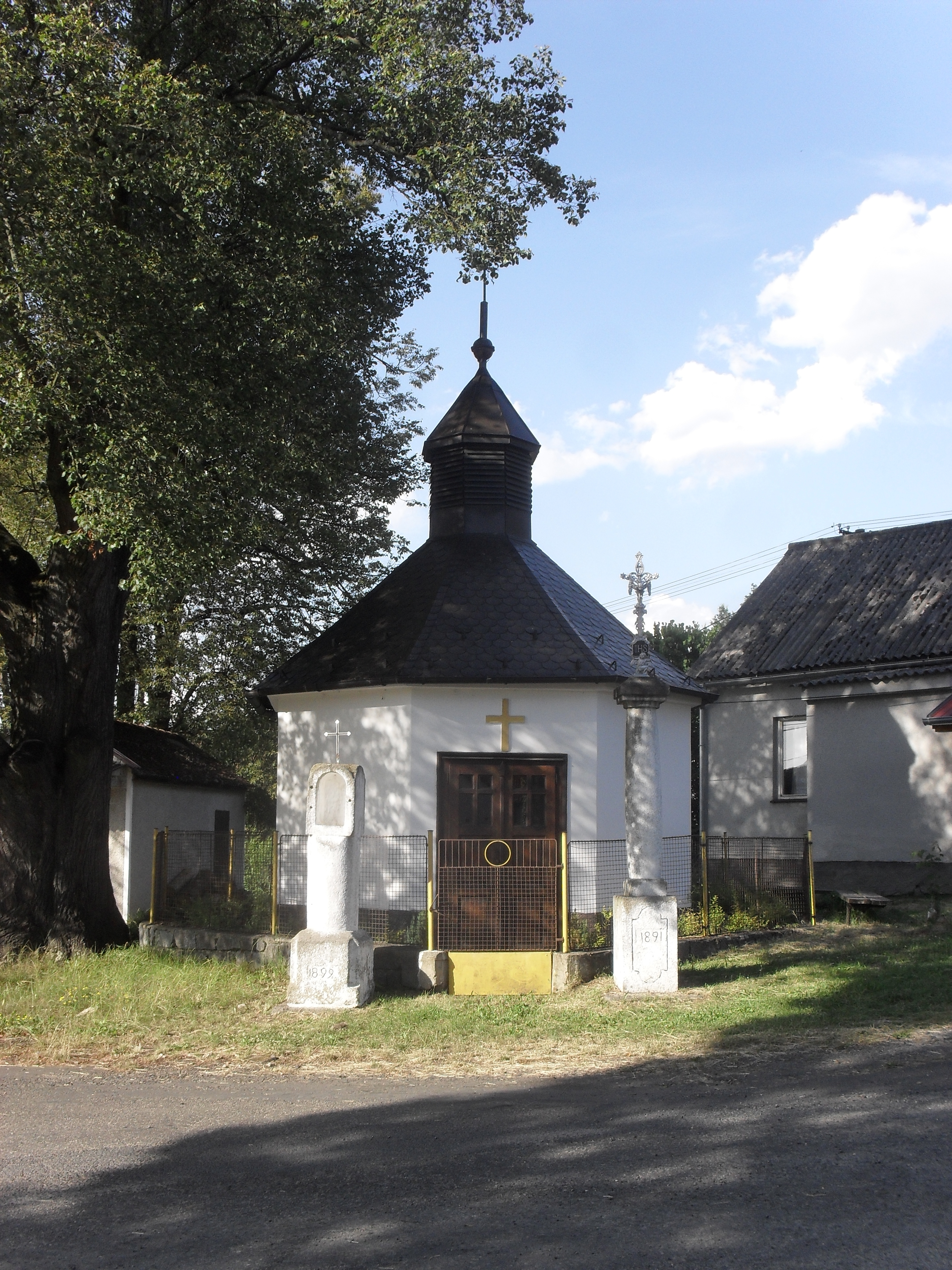
Chapelle à Strážovice.
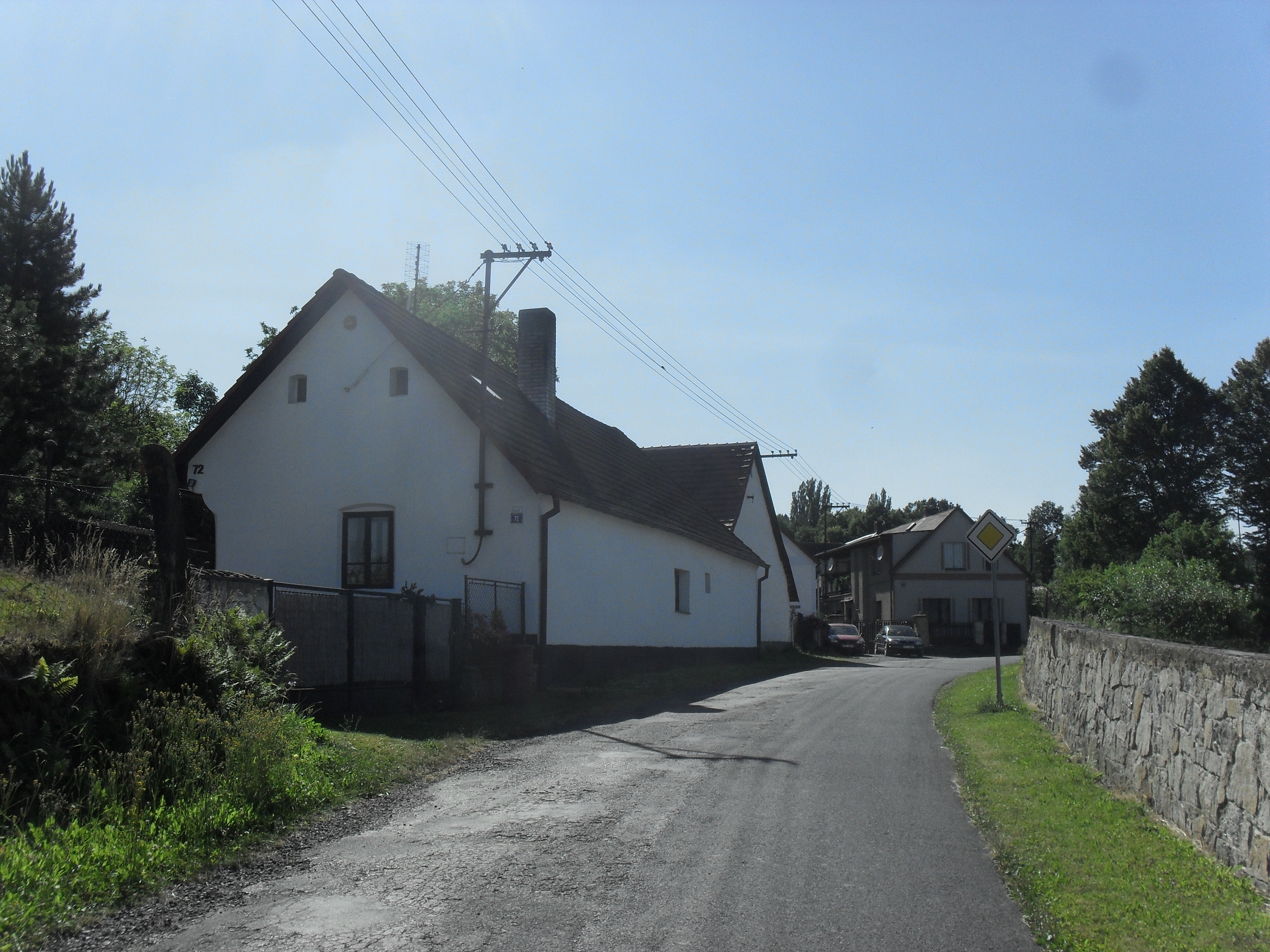
Rue de Velešice.

## Transports
Par la route, Pačejov se trouve à 8 km de Horažďovice, à 29 km de Klatovy, à 53 km de Plzeň et à 115 km de Prague.